# George Magrill
George Magrill est un acteur américain, né à New York le 5 janvier 1900, et mort à Los Angeles (Californie), le 31 mai 1952.

## Filmographie partielle
- 1925 : Lord Jim de Victor Fleming
- 1925 : Blanco, cheval indompté (Wild Horse Mesa) de George B. Seitz
- 1927 : Roarin' Broncs de Richard Thorpe
- 1933 : The Chief de Charles Reisner
- 1933 : Nuits de Broadway (Broadway Through a Keyhole) de Lowell Sherman (non crédité)
- 1934 : Journal of a Crime de William Keighley
- 1935 : Soir de noces (The Wedding Night) de King Vidor
- 1935 : Rivaux (Under Pressure) de Raoul Walsh
- 1937 : Alerte la nuit (Night Key) de Lloyd Corrigan
- 1937 : L'Homme qui terrorisait New York (King of Gamblers) de Robert Florey
- 1939 : 6000 Enemies de George B. Seitz
- 1939 : Million Dollar Legs de Nick Grinde
- 1939 : Le Roi de Chinatown (King of Chinatown) de Nick Grinde
- 1941 : Évitons le scandale ! (Design for Scandal) de Norman Taurog
- 1944 : One Mysterious Night de Oscar Boetticher Jr.
- 1945 : Johnny Angel de Edwin L. Marin
- 1946 : Le Joyeux Barbier (Monsieur Beaucaire) de George Marshall
- 1950 : 711 Ocean Drive de Joseph M. Newman
- 1950 : Le Marchand de bonne humeur (The Good Humor Man) de Lloyd Bacon
- 1951 : Discrétion assurée (No Questions Asked) de Harold F. Kress
- 1951 : La Voleuse d'amour (The Company She Keeps) de John Cromwell
- 1952 : Le Piège d'acier (The Steel Trap) de Andrew L. Stone
- 1952 : Les Rivaux du rail (Denver and Rio Grande) de Byron Haskin